# Investigation Discovery
Investigation Discovery — супутниковий телеканал виробництва медіахолдингу «Discovery Communications», який показує документальні фільми і програми про кримінальні розслідування, дослідження вбивств та інших злочинів.

## Програмна сітка

### Зараз транслюються
- Дзвінок в службу порятунку
- Діагноз невідомий
- Crime Scene University
- Dallas DNA
- Dateline
- Deadly Women
- Deranged
- Disappeared
- Escaped
- Архіви ФБР
- FBI: Criminal Pursuit
- Forensic Detectives
- 48 Hours
- A Haunting
- I (Almost) Got Away with It
- Life of a Crime
- Mega Heist
- Most Evil
- The New Detectives
- Nothing Personal
- On the Case with Paula Zahn
- Personal Justice
- Real Interrogations
- The Real NCIS
- The Shift
- Stalked
- Stolen Voices, Buried Secrets
- Solved
- Unusual Suspects
- Who the (Bleep) Did I Marry?
- Wicked Attraction